# Elymus patagonicus
Elymus patagonicus är en gräsart som beskrevs av Carlos Luis Spegazzini. Elymus patagonicus ingår i släktet elmar, och familjen gräs. Inga underarter finns listade i Catalogue of Life.